# Tennis in the Land 2021 - Qualificazioni singolare
Le qualificazioni del singolare femminile del Tennis in the Land 2021 sono un torneo di tennis preliminare per accedere alla fase finale della manifestazione. Le vincitrici dell'ultimo turno entrano di diritto nel tabellone principale. In caso di ritiro di una o più giocatrici aventi diritto a queste subentrano le lucky loser, ossia le giocatrici che hanno perso nell'ultimo turno ma che hanno una classifica più alta rispetto alle altre partecipanti che avevano comunque perso nel turno finale.

## Teste di serie
1. Ulrikke Eikeri (qualificata)
2. Alexa Glatch (qualificata)
3. Emina Bektas (qualificata)
4. Catherine Harrison (qualificata)

1. Linda Fruhvirtová (ultimo turno, Lucky Loser)
2. Sophie Chang (primo turno)
3. Nagi Hanatani (ultimo turno, Lucky Loser)
4. Shiho Akita (primo turno)

## Qualificate
1. Ulrikke Eikeri
2. Alexa Glatch

1. Emina Bektas
2. Catherine Harrison

### Lucky Losers
1. Linda Fruhvirtová
2. Nagi Hanatani

1. Tara Moore
2. Ena Shibahara

## Tabellone

### Legenda
| - Q = Qualificato - WC = Wild card - LL = Lucky loser | - ALT = Alternate - SE = Special Exempt - PR = Protected Ranking | - w/o = Walkover - r = Ritirato - d = Squalificato |

### Sezione 1
|  | Primo turno | Primo turno    | Primo turno    | Primo turno | Primo turno |  |  | Secondo turno | Secondo turno  | Secondo turno | Secondo turno | Secondo turno |  |
|  |             |                |                |             |             |  |  |               |                |               |               |               |  |
|  | 1           | Ulrikke Eikeri | Ulrikke Eikeri | 6           | 6           |  |  |               |                |               |               |               |  |
|  |             | Andreea Mitu   | Andreea Mitu   | 4           | 3           |  |  | 1             | Ulrikke Eikeri | 2             | 6             | 6             |  |
|  | WC          | Eleana Yu      | 3              | 6           | 2           |  |  | 7             | Nagi Hanatani  | 6             | 4             | 1             |  |
|  | 7           | Nagi Hanatani  | 6              | 2           | 6           |  |  |               |                |               |               |               |  |

### Sezione 2
|  | Primo turno | Primo turno   | Primo turno  | Primo turno | Primo turno |  |  | Secondo turno | Secondo turno | Secondo turno | Secondo turno | Secondo turno |  |
|  |             |               |              |             |             |  |  |               |               |               |               |               |  |
|  | 2           | Alexa Glatch  | Alexa Glatch | 6           | 6           |  |  |               |               |               |               |               |  |
|  |             | Hsu Chieh-yu  | Hsu Chieh-yu | 2           | 1           |  |  | 2             | Alexa Glatch  | Alexa Glatch  | 710           | 6             |  |
|  |             | Ena Shibahara | 2            | 7           | 6           |  |  |               | Ena Shibahara | Ena Shibahara | 68            | 4             |  |
|  | 6           | Sophie Chang  | 6            | 64          | 1           |  |  |               |               |               |               |               |  |

### Sezione 3
|  | Primo turno | Primo turno       | Primo turno       | Primo turno | Primo turno |  |  | Secondo turno | Secondo turno     | Secondo turno | Secondo turno | Secondo turno |  |
|  |             |                   |                   |             |             |  |  |               |                   |               |               |               |  |
|  | 3           | Emina Bektas      | Emina Bektas      | 6           | 6           |  |  |               |                   |               |               |               |  |
|  | WC          | Anna Roggenburk   | Anna Roggenburk   | 0           | 1           |  |  | 3             | Emina Bektas      | 6             | 6             | 6             |  |
|  |             | Jaroslava Švedova | Jaroslava Švedova | 2           | 63          |  |  | 5             | Linda Fruhvirtová | 3             | 78            | 2             |  |
|  | 5           | Linda Fruhvirtová | Linda Fruhvirtová | 6           | 7           |  |  |               |                   |               |               |               |  |

### Sezione 4
|  | Primo turno | Primo turno        | Primo turno        | Primo turno | Primo turno |  |  | Secondo turno | Secondo turno      | Secondo turno | Secondo turno | Secondo turno |  |
|  |             |                    |                    |             |             |  |  |               |                    |               |               |               |  |
|  | 4           | Catherine Harrison | Catherine Harrison | 6           | 7           |  |  |               |                    |               |               |               |  |
|  |             | Tori Kinard        | Tori Kinard        | 3           | 5           |  |  | 4             | Catherine Harrison | 6             | 5             | 6             |  |
|  |             | Tara Moore         | Tara Moore         | 78          | 6           |  |  |               | Tara Moore         | 4             | 7             | 1             |  |
|  | 8           | Shiho Akita        | Shiho Akita        | 6           | 4           |  |  |               |                    |               |               |               |  |